# Johann Karl Osterhausen
Johann Karl Osterhausen (* 11. März 1765 in Artelshofen bei Nürnberg; † 2. November 1839 in Nürnberg) war ein deutscher Mediziner.

## Leben

### Familie
Johann Karl Osterhausen war der älteste Sohn des Pfarrers Samuel Osterhausen (* 5. Januar 1735 in Nürnberg; † Mai 1793 ebenda) in Artelshofen und dessen Ehefrau Maria Johanna (geb. Dein).
1795 heiratete er in erster Ehe Susana Maria (* 28. September 1757; † 6. Februar 1804), Tochter des Pfarrers Johann Siegmund Mörl, und die geschiedene Frau des mit ihm befreundeten Hofrats Johann Christian Siebenkees; auch nach der Scheidung blieben sie in einer freundschaftlichen Verbindung. Gemeinsam hatte er mit seiner ersten Ehefrau zwei Töchter, die jedoch bereits als Jugendliche verstarben.
Er heiratete 1813 in zweiter Ehe die Tuchhändlerstochter Wilhelmine (geb. Krieger) (* 9. Juni 1780 in Nürnberg; † 23. November 1847 ebenda), verwitwete Förster, mit der er zwei Töchter hatte:
- Wilhelmine Osterhausen (* 7. März 1814 in Nürnberg; † 13. September 1885 ebenda), verheiratet mit dem Lehrer für Anatomie an der Kunstgewerbeschule Philipp Florentin Göschel (1806–1871)[4] und Mutter des Mediziners Carl Göschel (1839–1917);
- Clara Susanna Magdalena Osterhausen (* 30. März 1816 in Nürnberg; † 2. Juli 1877 ebenda), verheiratet mit dem Apotheker Conrad Siegmund Merkel (1806–1880) und Mutter des späteren Hofrats Dr. med. Johann Merkel (1836–1908) sowie des Göttinger Anatomen Friedrich Merkel.

In seinem Haus am Theresienplatz verkehrten unter anderem Persönlichkeiten wie der Pfarrer Johann Heinrich Witschel, der Maler Carl Kreul (1803–1867) und der Ministerialrat Christoph Lorenz Brunner (1776–1849).
Johann Karl Osterhausen wurde auf dem Johannisfriedhof im Grab Nr. 1629 beigesetzt, in dem auch seine erste Ehefrau bestattet worden war. Der liegende Barockgrabstein zeigte ein Bronzeepitaph mit dem Wappen der Familie Mörl und der Beschriftung: Gustav Philipp Mörls, Predigers bei St. Sebald wie auch seiner Frauen und Leibeserben Begräbnis 1744; allerdings besagte die Inschrift nicht, dass sich hier auch Osterhausens Grabstätte befindet.

### Ausbildung
Johann Karl Osterhausen verbrachte seine Kindheit erst in Artelshofen und später in Happurg, bis sein Vater 1774 Diakon an der Kirche St. Lorenz in Nürnberg wurde. Sein Vater unterrichtete ihn, mit Unterstützung von Hauslehrern, bis zu seinem 14. Lebensjahr, mit dem Schwerpunkt der lateinischen, griechischen und hebräischen Sprache.
1779 kam er dann auf die Spitalschule, mit deren Abschluss er die Berechtigung zum Universitätsstudium erhalten sollte; sein Lehrer war der Rektor Johann Scheuber (1737–1796). Nachdem Johann Scheuber 1781 als Rektor die Spitalschule verließ, um die Pfarrerstelle in Igensdorf anzutreten, wechselte Johann Karl Osterhausen an die Lorenzschule in Nürnberg; sein dortiger Lehrer war der Rektor Georg Thomas Serz (1735–1803); er erhielt auch noch einen zusätzlichen Privatunterricht durch den Hofspitalprediger Johann Balbach (1757–1825), der ihn in den neuen Sprachen unterrichtete.
An der Lorenzschule lernte er auch den späteren Philosophen Johann Benjamin Erhard kennen, mit den ihn eine lebenslange Freundschaft verbinden sollte. In Karl August Varnhagen von Enses Schrift Denkwürdigkeiten des Philosophen und Arztes Johann Benjamin Erhard sind über 100 Briefe als Schriftwechsel zwischen ihnen dargestellt.
Er beendete 1783 die Lorenzschule und begann im September des gleichen Jahres sein Theologiestudium an der Universität Altdorf, weil er jedoch keine Neigung zu den exegetischen Schriften entwickelte, konzentrierte er sich fast ausschließlich auf philosophisch-philologischen Studien, bei Johann Andreas Michael Nagel, Georg Andreas Will, Wolfgang Jäger und Johann Tobias Mayer und beschäftigte sich eingehend mit griechischer und hebräischer Sprache. In dieser Zeit nahm er an einer Anatomie im Nürnberger Anatomischen Theater teil, hierdurch wurde sein Interesse an der Medizinwissenschaft geweckt. In seinem zweiten Studienjahr widmete er seine Studien den naturgeschichtlichen Studien und besonderes Interesse hatte er an anatomischen Demonstrationen. Mit Unterstützung des Professors Benedict Christian Vogel konnte sein Vater, der sich für seinen Sohn eher ein Theologiestudium wünschte, umgestimmt werden, sodass dieser einem Medizinstudium zustimmte, zumal die theologischen Stipendien auch für das Medizinstudium gewährt wurden. Er hörte Vorlesungen bei Hofmann, Benedict Christian Vogel, Philipp Ludwig Wittwer und Johann Christian Gottlieb Ackermann; Hofmann, Gründer der Altdorfer Poliklinik und den Johann Karl Osterhausen auf allen Krankenbesuchen begleitete, hatte großen Einfluss darauf, dass er sich dafür entschied, als praktischer Mediziner tätig zu werden.
Johann Christian Gottlieb Ackermann, der zu seiner Zeit einer der besten Medizinhistoriker war, regte ihn 1788 an, eine Übersetzung der Diätetik des Galen zu veröffentlichen, und dieser hatte ihn auch angeregt, sich in der Doktorarbeit mit der antiken Sekte der Pneumatiker zu beschäftigen.
1788 besuchte er noch die Universität Würzburg und traf dort seinen Freund Johann Benjamin Erhard wieder; gemeinsam hörten sie Vorlesungen bei Carl Caspar von Siebold, der auch Anatomie und Chirurgie lehrte.
Von Würzburg aus reiste er nach Berlin und besuchte unter Anleitung von Friedrich Fritze (1735–1805) die Klinik, die damals in der Charité eingerichtet wurde. Allerdings verließ er Berlin bereits wieder im April 1790 und bereiste daraufhin das nördliche Deutschland und die Rheingegenden; von Straßburg aus kehrte er dann wieder nach Altdorf zurück und beendete an der dortigen Universität mit seiner Promotion am 23. Mai 1791 sein Studium.

## Werdegang
Am 1. Juni 1791 ließ Johann Karl Osterhausen sich als praktischer Arzt in Nürnberg nieder und wurde Mitglied im Collegium medicum der Ärzte und musste, nach damaligen Brauch, am 9. November 1791 noch ein Examen vor dem Kollegium absolvieren.
1792 wurde ihm die ärztliche Versorgung des Armen- und Waisenhauses übertragen sowie der Unterricht am Anatomischen Theater für die Wundärzte.
1797 lernte er Johann Wolfgang von Goethe bei einem Mahl im Roten Roß in Nürnberg kennen, dass anlässlich des Aufenthaltes von Goethe gegeben wurde; an diesem Mahl nahmen außer Johann Karl Osterhausen mehrere Kaufleute, einige Grafen, Patrizier, Juristen, Offiziere und eine Reihe von Gesandten des Fränkischen Kreises teil. Im Gespräch tauschten sie sich auch über ihren gemeinsamen Freund Johann Benjamin Erhard aus. In einem Brief vom 31. Januar 1798 an den Kaufmann Paul Wolfgang Merkel ließ der Dichter besondere Grüße an Johann Karl Osterhausen übermitteln.
Seit 1823 war er bis an sein Lebensende, Anatomielehrer an der Königlichen Kunstschule (heute: Akademie der Bildenden Künste) in Nürnberg, nachdem der damalige Rektor Albert Christoph Reindel ihn dafür bei der Regierung vorgeschlagen hatte; er trug im Winter zur Osteologie und im Sommer zur Myologie (Wissenschaft von den Muskeln) zweimal wöchentlich, dienstags und freitags, vor. Oberhalb des Himmelsturmes an der Nürnberger Burg war ihm hierzu vom Magistrat ein Zimmer eingerichtet worden, in dem gelegentlich Demonstrationen an Leichen stattfanden. Zu seinen Schülern gehörte unter anderem der Maler Carl Haag.
1830 untersuchte er, gemeinsam mit dem Stadtgerichtsarzt Paul Sigmund Karl Preu, Kaspar Hauser, nachdem sich der Gerichtspräsident und Vormund von Kaspar Hauser, Paul Johann Anselm von Feuerbach sich an sie gewandt hatte; dieser bat um ein Gutachten, um den Polizeirat Johann Friedrich Karl Merker (1775–1842) zu widerlegen, der den Verdacht hegte, dass es sich bei Kaspar Hauser um einen Betrüger handeln könne. Sein gutachterlicher Bericht wurde von Julius Meyer in dessen 1872 veröffentlichte Schrift Authentische Mittheilungen über Caspar Hauser ab Seite 144 aufgenommen.

### Schriftstellerisches und medizinisches Wirken
1792 war Johann Benjamin Erhard nach Nürnberg zurückgekehrt und promovierte, um sich in Nürnberg als praktischer Arzt niederzulassen, allerdings machte ihm das Collegium medicum seinen Eintritt in die Nürnberger Ärzteschaft strittig, weil er nicht die vorgeschriebenen drei Jahre studiert hatte; dies führte dazu, dass Johann Karl Osterhausen eine beißende Satire gegen das Collegium medicum unter dem Titel Einige wohlgemeinte Vorschläge, wie ein medizinisches Collegium auf die zweckmäßigste und vollkommenste Weise einzurichten sei, eine Rede, gehalten in einer Versammlung rechtgläubiger Ärzte, von einem rechtgläubigen Arzt, dass er unter dem Pseudonym Simon Ratzenberger drucken ließ.
Er war ein Anhänger des Brownianismus, nach der das Leben kein spontaner, von selbst erfolgender, sondern ein nur durch Reize erzwungener und erhaltener Zustand sei, wobei die Reize entweder äußere, wie Wärme, Luft und weitere, oder innere, wie beispielsweise Muskelzusammenziehung, Erregung und ähnliches, seien; später verwarf er diese Lehre jedoch wieder.
Die von Franz Anton Mesmer vertretene Lehre des Magnetismus und Somnambulismus lehnte er ebenso ab wie die Hahnemannsche Homöopathie und wich damit von den medizinischen Anschauungen seiner Kollegen ab, sodass er aus dem Collegium medicum ausschied.
Nach einer schriftlichen Mitteilung von Johann Merkel (1785–1838) war Johann Karl Osterhausen der erste Arzt in Nürnberg, der regelmäßig mit eigener Kutsche und Pferden zu seinen Krankenbesuchen fuhr.
Er besaß eine umfangreiche Bibliothek, von der der Pfarrer Johann Christoph Jakob Wilder 1827 in seinem Handbüchlein Nürnberg für Fremde und Einheimische sagte, die bedeutendste Privatbibliothek ist die des ausübenden Arztes Dr. Osterhausens. Sie ist fast über alle Fächer verbreitet, Medizin, alte Literatur, Klassiker, Deutsche Literatur, alte und neue norische Schriften, alte und seltene Ausgaben früherer altdeutscher Gedichte, eine große Zahl von Autografen und Schriften Huttens und anderer aus dem Reformationszeitalter, Zeitschriften und viele andere ausgezeichnete Werke.
Auf literarischem Gebiet betätigte er sich mit naturgeschichtlichen, philosophischen, ästhetischen und geschichtlichen Arbeiten, vornehmlich durch Rezensionen in der Jenaer, Erlanger und Haller Literaturzeitungen sowie in der Gothaischen gelehrte Zeitung und der Neuen Würzburger Zeitung.
Eine Reihe kleinerer medizinischer Abhandlungen veröffentlichte er in fachwissenschaftlichen Zeitschriften, so eine Arbeit über das praktische Gefühl in Röschlaubs Magazin, eine Übersetzung der Galenischen Schrift von der Erhaltung der Gesundheit in Wittwers Archiv für die Geschichte der Arzneikunde, dazu verfasste er kleinere Schriften, die sich in sehr klarer und allgemeinverständlicher Sprache über das Verhalten bei Krankheiten und über den Bau des menschlichen Körpers ausließen. Sein medizinisches Hauptwerk erschien in Buchform und trug den Titel Über medizinische Aufklärung, allerdings erschien von dieser Schrift nur der erste Band in Zürich 1798, der zweite Band war zwar im Manuskript fertiggestellt, erschien aber nicht mehr im Druck; das Manuskript ist inzwischen verschollen.
In seinem am 22. Juli 1809 in einer Sitzung der Erlanger Physikalisch-medizinischen Sozietät gehaltenen Vortrag Einige Ideen über vergleichende Pathologie stellte er dar, dass die Wissenschaft vom Leben nicht durch Spekulation, sondern durch vergleichende Anatomie, durch vergleichende Physiologie und durch vergleichende Pathologie gefördert werde. Er betonte, dass an eine Wissenschaft der vergleichenden Pathologie noch gar nicht gedacht worden sei. Unter Pathologie, sagte er, habe man die Abweichungen der Lebenserscheinungen von ihrer Norm zu verstehen. Die vergleichende Pathologie habe jene Abweichungen der Lebenserscheinungen bei sämtlichen Organismen zu beobachten, zu vergleichen, und sie habe festzustellen, was je der Form besonders und was allen gemeinsam zukommt. Für die Methodik der neuen Wissenschaft stellte er folgenden Gesichtspunkt auf: notwendig sei vor allem eine Materialsammlung auf breitester Basis. Der Einfluss der Kultur auf die Organismen muss studiert werden, ebenso wie die Verschiedenheit der Lebensäußerungen derselben Gattung unter verschiedenen Himmelsstrichen, ferner der Einfluss der Witterung sowie der Jahreszeiten, sodass man bei solchen Forschungen gemeinschaftliche Gesetze finden würde, und schließlich dem höchsten Prinzip der Pathologie auf die Spur käme. Dieses würde sich widerspiegeln im vegetativen Leben der Pflanze, im vegetativen und sensoriellen Leben der Tiere. Das waren zu seiner Zeit originelle Gedanken, die er in diesem Wissenschaftsprogramm darstellte.
Bereits um 1800 äußerte Johann Wolf den Gedanken, dass man in Nürnberg eine Naturhistorische Gesellschaft errichten solle, dieser Plan wurde jedoch erst am 22. Oktober 1801 näher umgesetzt, als Johann Karl Osterhausen sich mit Johann Wolf und dem Kupferstecher und Naturforscher Jakob Sturm zu einer Besprechung versammelten und eine Vereinsgründung besprachen. Am 22. März 1802 wurde dann ein Plan zur Organisation der Gesellschaft entworfen und das erste Protokoll geführt. Auch an der Gründung der Physikalisch-medizinischen Sozietät in Erlangen durch Christian Friedrich Harleß war er beteiligt; er gehörte als einziger Nürnberger Arzt zu den 15 Gründungsmitgliedern.
Er beschäftigte sich auch mit lokalhistorischen Forschungen zur Geschichte Nürnbergs und berichtete darüber 1819 in einem Taschenbuch.
Der Nürnberger Volksdichter Konrad Grübel legte ihm seine Manuskripte zur Durchsicht vor und es finden sich in den Gedichten, die sich im Germanischen Museum befinden, zahlreiche Änderungen und Streichungen, die überwiegend von Johann Karl Osterhausen stammen.
Er stand auch im Schriftverkehr mit dem Schriftsteller Jean Paul.

## Mitgliedschaften
- 1891 Mitgründer des naturwissenschaftlichen Vereines Naturhistorische Gesellschaft Nürnberg e. V.
- Johann Karl Osterhausen war 1792 Mitglied der Industriegesellschaft Nürnberg.
- Am 7. November 1803 wurde er in den Pegnesischen Blumenorden aufgenommen.[18]

## Schriften (Auswahl)
- Dissertatio inauguralis medica exhibens sectae pneumaticorum medicorum historiam. Altdorf 1791.
- Über medicinische Aufklärung. Zürich 1798.
- Über das praktische Gefühl. Magazin zur Vervollkommung der theoretischen und praktischen Heilkunde. Frankfurt am Main 1799.
- Einige wohlgemeinte Vorschläge, wie ein medicinisches Collegium auf die zweckmässigste und vollkommenste Weise einzurichten sey: eine Rede gehalten in einer Versammlung rechtgläubiger Aerzte. Nürnberg 1798. (Digitalisat)
- Einige Worte zur Widerlegung der Darstellung des Kunst- und Buchhandels zu Nürnberg, in Nemnichs Reise durch die Schweiz und verschiedene Gegenden Deutschlands. Nürnberg 1811.
- Konrad Grübel; Johann Heinrich Wilhelm Witschel; Johann Karl Osterhausen: Gedichte in nürnberger Mundart. Nürnberg 1812.
- Neues Taschenbuch von Nürnberg. Nürnberg 1822.